# Јапански јен
Јен (ИСО 4217: JPY, нумерички код: 392) је валута која се користи у Јапану. Широко је распрострањена као резервна валута као и долар и евро. На јапанском се изговара као „ен“ док је у српском правилан изговор јен. Латинични симбол за јен је ¥, док се на јапанском означава писмом канђи 円.
Јен је као платежно средство уведен у доба Меиџи владе. Јен је замијенио комплексни монетарни систем из периода Едо владавине. Године 1871, прихваћено је усвајање децималног система рачунања јена (1, 圓), шена (1/100, 錢), и рина (1/1000, 厘), са кованицама које су били округле попут оних на западу. (Шен и рин су избачени из употребе 1954. године) Јен је званично дефинисан као 26.956 г сребра, a још увијек званично легална. У периоду од 25. априла, 1949. до 1971. године јен је био везан за амерички долар, курсом 1 долар = 360 јена. 1971. године дошло је до краха система Бретона Вуда и јен је добио тржишни курс.
Од 1973, јапанска влада је одржавала политику валутне интервенције, и јен је стога под „управљаним флуктуирајућим” режимом. Овај вид интервенције спроводи и дан данас. Јапанска влада има фокус на конкурентном експортном тржишту, и покушава да осигура ниску вредност јена путем трговинских суфицита. Плажни споразум из 1985 је привремено променио ову ситуацију са просечног односа од ¥239 за УС$ 1 у 1985. на ¥128 у 1988, и довео је до највише вредности од ¥80 за долар у 1995, ефективно повећавајући вредност јапанског БДП на скоро исти ниво као и САД. Од тог времена, међутим, јен је знатно изгубио вредност. Банка Јапана одржава политику нултих или блиско нултих интересних стопа и јапанска влада има има екстремну анти-инфлациону политику.
Оригинална ознака за јен је иста као и ознака кинеског јуана (圓 pinyin yuan2). У модерном јапанском се употребљава ознака (円). Латинична ознака за јен је иста као и ознака за јуан са разликом сто се на ознаци за јуан налази једна попречна црта, а на ознаци за јен двије. У буквалном преводу јен значи „округли предмет“, као и јуан на кинеском. Тренутно су у оптицају сљедеће кованице и папирни новац: кованице од 1 јена, 5 јена, 10 јена, 50 јена, 100 јена, 500 јена и папирни новац од 1000 јена, 2000 јена, 5000 јена, 10000 јена. Тренутно је кованица од 500 јена кованица са највећом вриједношћу на свијету.

## Историја

### Увођење јена
У 19. веку, сребрне кованице шпанских долара су биле у општој употреби широм југоисточна Азије, кинеске обале, и Јапана. Ове кованице су биле уведене путем Маниле током периода од две стотине и педесет година. Оне су приспеле бродовима из Акапулка у Мексику. Ти бродови су били познати као Манилски галеони. До 19. века, ти сребрни долари су били стварни шпански долари исковани у Новом свету, углавном у Мексико Ситију. Али од 1840-их, они су били све више замењивани сребрним доларима из нових Латинско Америчких република. У другој половини 19. века, извесна количина локалних кованица је направљена по узору на мексички пезос. Прва од тих локалних кованица је био хонгкошки сребрни долар који је израђен у Хонгконгу између 1866. и 1869. године. Кинези су споро прихватали непознате кованице и преферирали су познате мексичке доларе, и стога је хонгконшка влада престала са прављењем тог новца и продала опрему Јапану.
Јапанци су одлучили да прихвате сребрне доларске кованице под именом 'јен', са значењем 'кружни објекат'. Јен је званично прихватила Меиџи влада путем закона који је потписан 27. јуна 1871. Нова валута је постепено уведена почевши од јула те године. Јен је стога био у основи доларска јединица, која је као сви долари, потекао од шпанског долара, и до 1873. године, сви долари у свету су имали мање више исту вредност. Јен је заменио Токугава кованице, комплексни монетарни систем из Едо периода базиран на мону. Закон о новој валути из 1871, условљавао је адаптацију децималног рачуноводственог система јена (1, 圓), сен (1⁄100, 錢), и рин (1⁄1000, 厘), са кованицама које су биле округле и произвођене су западњачком машинеријом. Јен је правно дефинисан као 0,78 тројске унце (24,26 г) чистог сребра, или 1,5 грама чистог злата (по препоруци Европског конгреса економиста у Паризу 1867. године; кованица од 5 јена је била еквивалентна са кованицом од 5 аргентинских пезоса), тако да је била део биметалног стандарда. (Иста количина сребра је вредна око 1181 модерних јена, док је иста количина злата вредна око 4715 јена.)
Након девалуације сребра из 1873, јен је девалвирао у односу на амерички и канадски долар (пошто су се те две земље придржавале златног стандарда), и до 1897. године, јен је био вредан само око УС$ 0,50. Те године, Јапан је адаптирао стандард размене на бази злата и тиме је вредност јена замрзнута на $0,50. Овај девизни курс је остао на снази док Јапан није напустио златни стандард у децембру 1931, након чега је јен пао на $0,30 до јула 1932 и на $0,20 до 1933. Јен се постојано задржао на око $0,30 до почетка Другог светског рата 7. децембра 1941, кад је пан на $0,23.
Сен и рин су коначно су изведени из циркулације на крају 1953. године.

### Јен са фиксираном вредношћу у односу на УС долар
За јен није постојао прави курс између 7. децембра 1941. и 25. априла 1949; ратна инфлација је редуковала јен до фракције његове предратне вредности. Након периода нестабилности 25. априла 1949. америчка окупациона влада је фиксирала вредност јена на ¥360 по УС$ 1 путем плана Сједињених Држава, који је био део Бретонвудског система, с циљем стабилизације цена у јапанској економији. Тај девизни курс се задржао до 1971, кад су Сједињене Државе напустиле златни стандард, који је био кључни елемент Бретонвудског система, и наметнуле 10% царине на увоз, чиме су инициране промене које су на крају довеле до флуктуирајућег девизног курса 1973. године.

### Потцењени јен
До 1971, јен је постао потцењен, јапански извози су коштали сувише мало на међународним тржиштима, а увози из иностранства су коштали Јапанце сувише много. Такво стање се одражавало на билансу текућег рачуна, који је порастао од дефицита током раних 1960-их, на у то време велики вишак од УС$5,8 милијарди 1971. године. Веровање да су јен и неколико других главних валута били потцењени мотивисали су акције Сједињених Држава 1971. године.

### Однос јена и других главних валута
Након мера које су Сједињене Државе предузеле са снизе вредност долара током лета 1971. године, јапанска влада се сложила са новим, фиксним девизним курсем у оквиру Смитсонијанског споразума, потписаног крајем те године. Споразумом је постављен курс на ¥308 за УС$1. Међутим, нови фиксни курс из Смитсонијанског споразума је било тешко одржати с обзиром на притиске понуде и потражње на девизном тржишту. Почетком 1973. године, стопе су напуштене, и највеће индустријске земље света су дозволиле својим валутама да флуктуирају.

## Курс јена од 1949. године до данас
Табела испод приказује месечни просечни однос јена и америчког долара (JPY по USD) у 17:00 JST:
| Година    | Месец  | Месец  | Месец  | Месец  | Месец  | Месец  | Месец  | Месец  | Месец  | Месец  | Месец  | Месец  |
| Година    | Jan    | Feb    | Mar    | Apr    | May    | Jun    | Jul    | Aug    | Sep    | Oct    | Nov    | Dec    |
| --------- | ------ | ------ | ------ | ------ | ------ | ------ | ------ | ------ | ------ | ------ | ------ | ------ |
| 1949–1971 | 360    | 360    | 360    | 360    | 360    | 360    | 360    | 360    | 360    | 360    | 360    | 360    |
| 1972      | 308    | 308    | 308    | 308    | 308    | 308    | 308    | 308    | 308    | 308    | 308    | 308    |
| 1973      | 301.15 | 270.00 | 265.83 | 265.50 | 264.95 | 265.30 | 263.45 | 265.30 | 265.70 | 266.68 | 279.00 | 280.00 |
| 1974      | 299.00 | 287.60 | 276.00 | 279.75 | 281.90 | 284.10 | 297.80 | 302.70 | 298.50 | 299.85 | 300.10 | 300.95 |
| 1975      | 297.85 | 286.60 | 293.80 | 293.30 | 291.35 | 296.35 | 297.35 | 297.90 | 302.70 | 301.80 | 303.00 | 305.15 |
| 1976      | 303.70 | 302.25 | 299.70 | 299.40 | 299.95 | 297.40 | 293.40 | 288.76 | 287.30 | 293.70 | 296.45 | 293.00 |
| 1977      | 288.25 | 283.25 | 277.30 | 277.50 | 277.30 | 266.50 | 266.30 | 267.43 | 264.50 | 250.65 | 244.20 | 240.00 |
| 1978      | 241.74 | 238.83 | 223.40 | 223.90 | 223.15 | 204.50 | 190.80 | 190.00 | 189.15 | 176.05 | 197.80 | 195.10 |
| 1979      | 201.40 | 202.35 | 209.30 | 219.15 | 219.70 | 217.00 | 216.90 | 220.05 | 223.45 | 237.80 | 249.50 | 239.90 |
| 1980      | 237.73 | 244.07 | 248.61 | 251.45 | 228.06 | 218.11 | 220.91 | 224.34 | 214.95 | 209.21 | 212.99 | 209.79 |
| 1981      | 202.19 | 205.76 | 208.84 | 215.07 | 220.78 | 224.21 | 232.11 | 233.62 | 229.83 | 231.40 | 223.76 | 219.02 |
| 1982      | 224.55 | 235.25 | 240.64 | 244.90 | 236.97 | 251.11 | 255.10 | 258.67 | 262.74 | 271.33 | 265.02 | 242.49 |
| 1983      | 232.90 | 236.27 | 237.92 | 237.70 | 234.78 | 240.06 | 240.49 | 244.36 | 242.71 | 233.00 | 235.25 | 234.34 |
| 1984      | 233.95 | 233.67 | 225.52 | 224.95 | 230.67 | 233.29 | 242.72 | 242.24 | 245.19 | 246.89 | 243.29 | 247.96 |
| 1985      | 254.11 | 260.34 | 258.43 | 251.67 | 251.57 | 248.95 | 241.70 | 237.20 | 236.91 | 214.84 | 203.85 | 202.75 |
| 1986      | 200.05 | 184.62 | 178.83 | 175.56 | 166.89 | 167.82 | 158.65 | 154.11 | 154.78 | 156.04 | 162.72 | 162.13 |
| 1987      | 154.48 | 153.49 | 151.56 | 142.96 | 140.47 | 144.52 | 150.20 | 147.57 | 143.03 | 143.48 | 135.25 | 128.25 |
| 1988      | 127.44 | 129.26 | 127.23 | 124.88 | 124.74 | 127.20 | 133.10 | 133.63 | 134.45 | 128.85 | 123.16 | 123.63 |
| 1989      | 127.24 | 127.77 | 130.35 | 132.01 | 138.40 | 143.92 | 140.63 | 141.20 | 145.06 | 141.99 | 143.55 | 143.62 |
| 1990      | 145.09 | 145.54 | 153.19 | 158.50 | 153.52 | 153.78 | 149.23 | 147.46 | 138.96 | 129.73 | 129.01 | 133.72 |
| 1991      | 133.65 | 130.44 | 137.09 | 137.15 | 138.02 | 139.83 | 137.98 | 136.85 | 134.59 | 130.81 | 129.64 | 128.07 |
| 1992      | 125.05 | 127.53 | 132.75 | 133.59 | 130.55 | 126.90 | 125.66 | 126.34 | 122.72 | 121.14 | 123.84 | 123.98 |
| 1993      | 125.02 | 120.97 | 117.02 | 112.37 | 110.23 | 107.29 | 107.77 | 103.72 | 105.27 | 106.94 | 107.81 | 109.72 |
| 1994      | 111.49 | 106.14 | 105.12 | 103.48 | 104.00 | 102.69 | 098.54 | 099.86 | 098.79 | 098.40 | 098.00 | 100.17 |
| 1995      | 099.79 | 098.23 | 090.77 | 083.53 | 085.21 | 084.54 | 087.24 | 094.56 | 100.31 | 100.68 | 101.89 | 101.86 |
| 1996      | 105.81 | 105.70 | 105.85 | 107.40 | 106.49 | 108.82 | 109.25 | 107.84 | 109.76 | 112.30 | 112.27 | 113.74 |
| 1997      | 118.18 | 123.01 | 122.66 | 125.47 | 118.91 | 114.31 | 115.10 | 117.89 | 120.74 | 121.13 | 125.35 | 129.52 |
| 1998      | 129.45 | 125.85 | 128.83 | 131.81 | 135.08 | 140.35 | 140.66 | 144.76 | 134.50 | 121.33 | 120.61 | 117.40 |
| 1999      | 113.14 | 116.73 | 119.71 | 119.66 | 122.14 | 120.81 | 119.76 | 113.30 | 107.45 | 106.00 | 104.83 | 102.61 |
| 2000      | 105.21 | 109.34 | 106.62 | 105.35 | 108.13 | 106.13 | 107.90 | 108.02 | 106.75 | 108.34 | 108.87 | 112.21 |
| 2001      | 117.10 | 116.10 | 121.21 | 123.77 | 121.83 | 122.19 | 124.63 | 121.53 | 118.91 | 121.32 | 122.33 | 127.32 |
| 2002      | 132.66 | 133.53 | 131.15 | 131.01 | 126.39 | 123.44 | 118.08 | 119.03 | 120.49 | 123.88 | 121.54 | 122.17 |
| 2003      | 118.67 | 119.29 | 118.49 | 119.82 | 117.26 | 118.27 | 118.65 | 118.81 | 115.09 | 109.58 | 109.18 | 107.87 |
| 2004      | 106.39 | 106.54 | 108.57 | 107.31 | 112.27 | 109.45 | 109.34 | 110.41 | 110.05 | 108.90 | 104.86 | 103.82 |
| 2005      | 103.27 | 104.84 | 105.30 | 107.35 | 106.94 | 108.62 | 111.94 | 110.65 | 111.03 | 114.84 | 118.45 | 118.60 |
| 2006      | 115.33 | 117.81 | 117.31 | 117.13 | 111.53 | 114.57 | 115.59 | 115.86 | 117.02 | 118.59 | 117.33 | 117.26 |
| 2007      | 120.59 | 120.49 | 117.29 | 118.81 | 120.77 | 122.64 | 121.56 | 116.74 | 115.01 | 115.77 | 111.24 | 112.28 |
| 2008      | 107.60 | 107.18 | 100.83 | 102.41 | 104.11 | 106.86 | 106.76 | 109.24 | 106.71 | 100.20 | 096.89 | 091.21 |
| 2009      | 090.35 | 092.53 | 097.83 | 098.92 | 096.43 | 096.58 | 094.49 | 094.90 | 091.40 | 090.28 | 089.11 | 089.52 |
| 2010      | 091.26 | 090.28 | 090.56 | 093.43 | 091.79 | 090.89 | 087.67 | 085.44 | 084.31 | 081.80 | 082.43 | 083.38 |
| 2011      | 082.63 | 082.52 | 081.82 | 083.34 | 081.23 | 080.49 | 079.44 | 077.09 | 076.78 | 076.72 | 077.50 | 077.81 |
| 2012      | 076.94 | 078.47 | 082.37 | 081.42 | 079.70 | 079.27 | 078.96 | 078.68 | 078.17 | 078.97 | 080.92 | 083.60 |
| 2013      | 089.15 | 093.07 | 094.73 | 097.74 | 101.01 | 097.52 | 099.66 | 097.83 | 099.30 | 097.73 | 100.04 | 103.42 |
| 2014      | 103.94 | 102.02 | 102.30 | 102.54 | 101.78 | 102.05 | 101.73 | 102.95 | 107.16 | 108.03 | 116.24 | 119.29 |
| 2015      | 118.25 | 118.59 | 120.37 | 119.57 | 120.82 | 123.7  | 123.31 | 123.17 | 120.13 | 119.99 | 122.58 | 121.78 |
| 2016      | 118.18 | 115.01 | 113.05 | 109.72 | 109.24 | 105.44 | 103.97 | 101.28 | 101.99 | 103.81 |        |        |
| 2017      |        |        |        |        |        |        |        |        |        |        |        |        |
| Year      | Jan    | Feb    | Mar    | Apr    | May    | Jun    | Jul    | Aug    | Sep    | Oct    | Nov    | Dec    |
| Year      | Month  |        |        |        |        |        |        |        |        |        |        |        |